# Jean-Philippe Dojwa
Jean-Philippe Dojwa, nacido el 7 de agosto de 1967 en Elbeuf, es un ciclista francés ya retirado  que fue profesional de 1991 a 1998. 

## Palmarés
1990
- Tour de Corrèze
- Ruta de Francia

1992
- Côte picarde
- Tour de Luxemburgo

## Resultados en Grandes Vueltas y Campeonatos del Mundo
Durante su carrera deportiva ha conseguido los siguientes puestos en las Grandes Vueltas y en los Campeonatos del Mundo en carretera:
| Carrera         | 1991  | 1992 | 1992 | 1993 | 1994 | 1995 | 1996 | 1997 | 1998 |
| --------------- | ----- | ---- | ---- | ---- | ---- | ---- | ---- | ---- | ---- |
| Giro de Italia  | -     | -    | -    | -    | -    | -    | -    | -    | -    |
| Tour de Francia | -     | -    | 15º  | Ab.  | -    | -    | -    | Ab.  | -    |
| Vuelta a España | 104.º | -    | -    | -    | -    | -    | -    | -    | -    |
| Mundial en Ruta | -     | -    | -    | -    | -    | -    | -    | -    | -    |